# أسماء محمد جاسم الكتبي
أسماء محمد جاسم الكتبي هي كاتبة إماراتية.

## سيرة
أسماء محمد جاسم الكتبي، من منطقة المعيريض في رأس الخيمة، حيث ولدت ونشأت في هذا المجتمع الرائع الذي أثرى حياته بالقيم والتقاليد العريقة. بدأت رحلتها التعليمية في مدرسة خديجة الكبرى في أبوظبي، في ظروف تعليمية محفزة للتميّز والنجاح. كانت هذه الفترة هامة جدًا في تشكيل شخصيتها وبناء أسس مستقبلها الواعد.
في ذلك الوقت، كانت الأسر تهاجر إلى العاصمة لتبني حياة جديدة في بدايات الاتحاد، وعلى الرغم من هذه التحولات، استمرت أسماء في التمسّك بأصولها وهويتها، وبعد فترة قصيرة عادت إلى رأس الخيمة لتواصل رحلتها التعليمية.
انتقلت إلى مدرسة زبيدة الابتدائية، حيث واصلت بناء معرفتها وتطوير مهاراتها في بيئة تعليمية تحفز الطلاب على تحقيق أقصى إمكاناتهم. ومن ثم، أكملت دراستها الثانوية في مركز زبيدة للتعليم المسائي، حيث تألقت وبرزت بإنجازاتها العلمية والثقافية واكملت دراستها الجامعية في بريطانيا.

## اعمالها
تعكس أعمال أسماء الكتبي التزامها الراسخ بقيم حقوق الإنسان والمحافظة على البيئة، حيث أسست جمعية عالمية لحقوق الإنسان والبيئة، وهي الإماراتية الأولى التي تعتزم نشر السلام والحفاظ على البيئة. تتمثل رؤيتها في تعزيز استقرار الأنظمة السياسية ومكافحة أي تهديد يمكن أن يؤدي إلى تقويض الأمن، وذلك استجابةً للتحديات التي شهدتها المنطقة خلال الفترة الزمنية السابقة.
من خلال تجربتها الثرية والمتنوعة، اكتسبت الكتبي خبرة قيمة في تأسيس الجمعيات وإدارتها، حيث أسست فرع جمعية أصدقاء البيئة في العين عام 2003. وفي بداية عام 2009، كانت حاضرة في أحد المؤتمرات العلمية في الكويت، حيث قامت بتقديم فكرة تأسيس جمعية للجغرافيين في الإمارات. بفضل جهودها وتفانيها، تمت دراسة قرار إنشاء الجمعية والبحث عن القوانين المناسبة لذلك، وانتهت جهودها بنجاح في نهاية عام 2009، بعد أن تم جمع 20 عضوًا لتأسيس الجمعية. ومنذ ان حصلت على شهادة الدكتوراه عملت في جامعة الإمارات لمدة 16 عاماً، منذ عام 1996 إلى أن تقاعدت عام 2012.
هذه الخطوات الهامة التي قامت بها أسماء الكتبي تعكس رؤيتها الطموحة وإيمانها بقدرتها على تحقيق التغيير الإيجابي في المجتمع. فهي تعتبر نموذجًا رائدًا في قيادة المبادرات الاجتماعية والبيئية، وتثبت بأفعالها أن العمل الجماعي والتفاني يمكن أن يحققان نتائج ملموسة في بناء مجتمع أفضل وأكثر استدامة.
تسلمت الاستاذة أسماء الكتبي رخصة الجمعية في أواخر نيسان/ ابريل من العام ٢٠١٣، وبالتزامن مع ذلك أقدمت على إرسال خطاب  يخص المرأة السورية تستعرض فيه قلقها على حقوق المرأة وتناشد فيه إيقاف الحرب. بالإضافة لذلك، قدمت السيدة الكتبي تقارير مهمة في الأمم المتحدة، حيث تناولت مشكلة الأهواز، وقامت بتقديم تقرير آخر يسلط الضوء على الانتهاكات الإنسانية والبيئية التي وقعت خلال العدوان "الإسرائيلي" على غزة.

## مؤلفاتها
- سكانر(2005).[4]
- سرديات (2008).[5]
- الواقع .. صورة طبق الأصل : دراسات في أعمال سلطان القاسمي (2009).[6]
- لا شيء يضاهي حليب القطة (2019).[7]

## انجازاتها
- المركز الثالث في جائزة الشارقة للإبداع العربي في دورتها الثامنة عن المجموعة القصصية سكانر (2005).[4]
- كانت الملحق الثقافي في السفارة الإماراتية في واشنطن العاصمة الولايات المتحدة الامريكية.[2]
- أول إماراتية تؤسس منظمة لحقوق الإنسان و البيئة على المستوى العالمي.[2]